# シンシア・レノン
シンシア・レノン（Cynthia Lennon、旧姓: Powell 1939年9月10日 - 2015年4月1日）は、ビートルズのジョン・レノンの初妻。ジュリアン・レノンの母。

## 生い立ち
1939年9月10日、イギリスのリヴァプールの北に位置するブラックプールで、アイルランド系のパウエル家に生まれる。
1957年、リヴァプール・カレッジ・オブ・アートに入学。翌年、ジョン・レノンと出会う。1961年、リヴァプール・カレッジ・オブ・アートを卒業する。1962年にジョンと結婚。二人の間には1963年に、のちにミュージシャンとなる息子ジュリアン・レノンが誕生している。ビートルズの成長を目の当たりにし、スウィンギング・シックスティーズと呼ばれた華やかな時代をロンドンや近郊のサリー州で過ごす。1968年に離婚し、シンシアはジュリアンの親権を得て、これを引き取る。

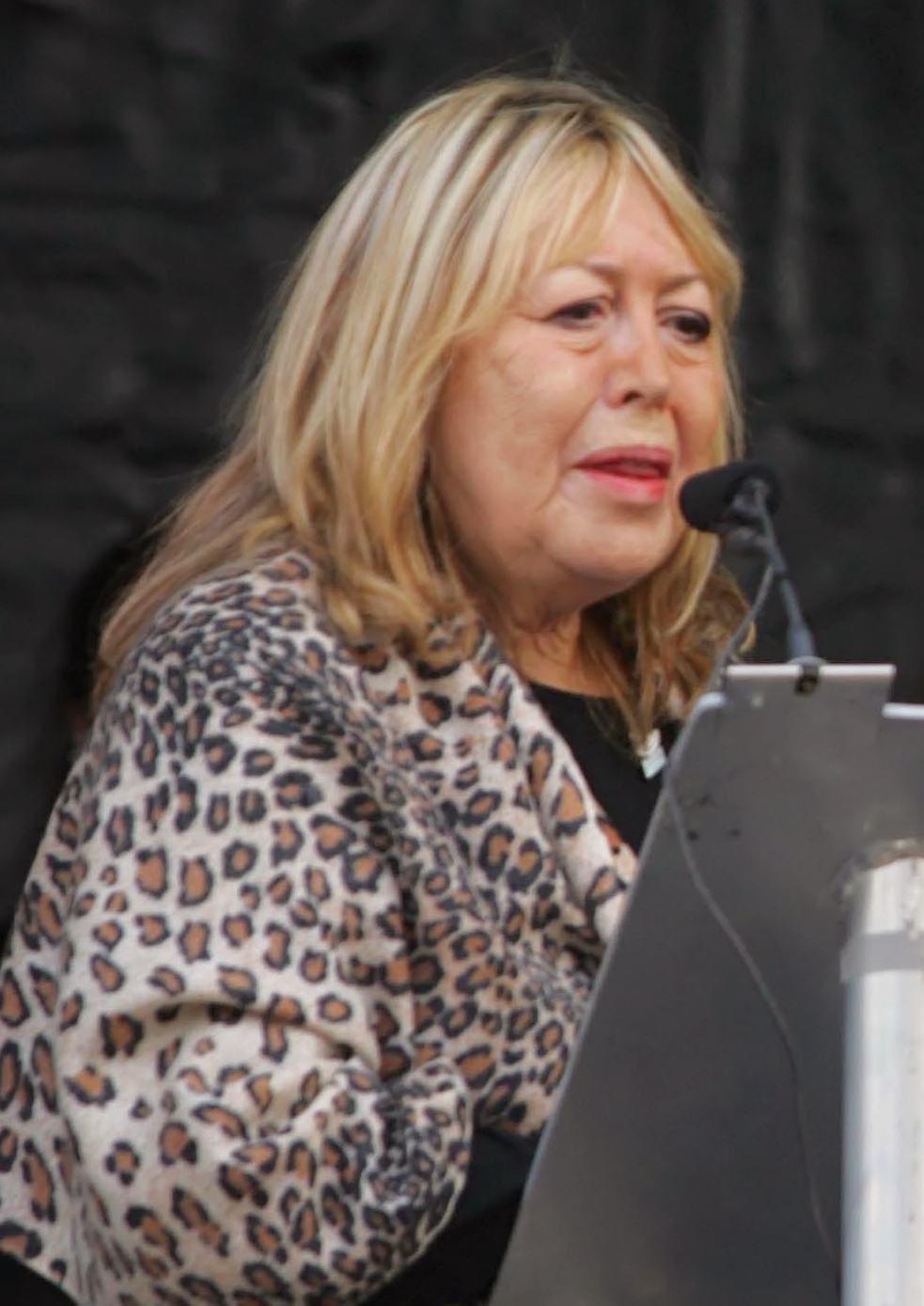
2010年

晩年は、4度目の結婚相手である夫ノエル・チャールズを2013年に失い、2015年4月1日、スペイン、マヨルカ島の自宅にて、癌により75歳で死去。最期は息子のジュリアンがみとったという。

## 著書
- 『素顔のジョン・レノン : 瓦解へのプレリュード』江口大行、シャーロット・デューク共訳 シンコーミュージック・エンタテイメント 1981年4月 - A Twist of Lennon （1980年）
- 『ジョン・レノンに恋して』吉野由樹訳 河出書房新社 2007年3月 - JOHN （2005年）ISBN 978-4309204758